# كوغنيتا
كوغنيتا Cognita هي مجموعة مدراس خاصة عاليمة، تمتلك وتدير مدارس في المملكة المتحدة وهونغ كونغ وسنغافورة وإسبانيا وسويسرا وتايلاند وفييتنام والبرازيل والهند وتشيلي.
أسسها كريس وودهيد، الذي كان يعمل كبير المفتشين في المدارس الإنجليزية. بلغ عدد المعلمين بها أكثر من 7500 معلماً، وعدد الطلبة بها أكثر من 50000 طالباً. 